# Boligforeningen AAB
Boligforeningen AAB (tidligere Arbejdernes Andels-Boligforening, forkortet AAB), blev stiftet 12. marts 1912 som en af Københavns første almene boligorganisationer. Foreningen arbejdede for at skaffe billige og tidssvarende lejligheder til arbejderklassen og var tæt knyttet til arbejderbevægelsen og Socialdemokratiet. I dag består AAB af over 100 boligafdelinger i hovedstadsområdet med knap 20.000 boliger.
Foreningen blev stiftet af formand for Bygningssnedkernes fagforening, Jens Christian Jensen. Bank- og siden boligkrisen i København havde skabt både for mange lejligheder og høj arbejdsløshed blandt bygningshåndværkere, og da de ledige lejligheder efterhånden var lejet ud, benyttede Jensen muligheden for at bygge boliger for arbejdere efter andelsprincippet. Dermed fik han sine arbejdere beskæftiget og bygget gode og sunde boliger, som arbejderbevægelsen selv kunne råde over.
Foreningens første byggeri var en ejendom på hjørnet af Nyelandsvej og Nordre Fasanvej på Frederiksberg, opført 1913.
Arkitekter, der har arbejdet for AAB, er bl.a. Ivar Bentsen, Dan Fink, Bent Helweg-Møller, Louis Hygom, Christian Mandrup-Poulsen, Johannes Strøm Tejsen og Kooperative Arkitekter.
Foreningen har hovedsæde på Havneholmen.